# Coupe Jalco
La Coupe Jalco est un trophée attribué au vainqueur d'un match annuel de football entre le Nigeria et la Côte de l'Or (actuel Ghana). Le Nigeria et la Côte de l'Or étaient deux colonies britanniques. La compétition s'est jouée de 1951 à 1959.

## Participants
- Nigeria
- Côte-de-l'Or (Ghana à partir de 1957)

## Résultats
| Date            | Lieu                                                                 | Domicile                                                             | Resultat                                                             | Visiteur                                                             |
| --------------- | -------------------------------------------------------------------- | -------------------------------------------------------------------- | -------------------------------------------------------------------- | -------------------------------------------------------------------- |
| 20 octobre 1951 | Lagos                                                                | Nigeria                                                              | 5 - 0                                                                | Côte-de-l'Or                                                         |
| 1952            | pas de compétition en raison de problèmes politiques en Côte-de-l'Or | pas de compétition en raison de problèmes politiques en Côte-de-l'Or | pas de compétition en raison de problèmes politiques en Côte-de-l'Or | pas de compétition en raison de problèmes politiques en Côte-de-l'Or |
| 11 octobre 1953 | Accra                                                                | Côte-de-l'Or                                                         | 1 - 0                                                                | Nigeria                                                              |
| 30 octobre 1954 | Lagos                                                                | Nigeria                                                              | 3 - 0                                                                | Côte-de-l'Or                                                         |
| 30 octobre 1955 | Accra                                                                | Côte-de-l'Or                                                         | 7 - 0                                                                | Nigeria                                                              |
| 27 octobre 1956 | Lagos                                                                | Nigeria                                                              | 3 - 0                                                                | Côte-de-l'Or                                                         |
| 27 octobre 1957 | Accra                                                                | Ghana                                                                | 3 - 3                                                                | Nigeria                                                              |
| 25 octobre 1958 | Lagos                                                                | Nigeria                                                              | 3 - 2                                                                | Ghana                                                                |
| 21 octobre 1959 | Accra                                                                | Ghana                                                                | 5 - 2                                                                | Nigeria                                                              |